# Wokha
Wokha es una ciudad situada en el distrito de Wokha en el estado de Nagaland (India). Su población es de 35004 habitantes (2011). Se encuentra a 75 km de Kohima, la capital del estado.

## Demografía
Según el censo de 2011 la población de Wokha era de 35004 habitantes, de los cuales 18070 eran hombres y 16934 eran mujeres. Wokha tiene una tasa media de alfabetización del 95,79%, superior a la media estatal del 79,55%: la alfabetización masculina es del 96,93%, y la alfabetización femenina del 94,57%.